# Antena de Oro 2001
La XXIX Edició dels Premis Antena de Oro, entregats el 16 de juny de 2001 a l'Hipòdrom de la Costa del Sol a Mijas encara que corresponents a 2000 foren els següents:

## Televisió
- Alfredo Urdaci i Jesús Álvarez per Telediario.
- Concha García Campoy, per La gran ilusión.
- Agustín Bravo, per Bravo por la tarde.
- Club Megatrix.
- El Mundo TV.

## Ràdio
- Julio César Iglesias
- Manuel Antonio Rico
- Elena Markínez, per Un mundo sin barreraas.
- A toda radio, d'Onda Cero.
- Antonio Martín Benítez per La hora de Andalucía, a Canal Sur Radio
- Luis del Val Velilla per Hoy por hoy.

## Trajectòria professional
- Narciso Ibáñez Serrador
- María Teresa Campos
- José Hernández Vicente

## Extraordinari
- Luis del Olmo.